# Muthill
Muthill är en ort i Storbritannien.   Den ligger i kommunen Perth and Kinross och riksdelen Skottland, i den norra delen av landet, 600 km norr om huvudstaden London. Muthill ligger 77 meter över havet och antalet invånare är 668.
Terrängen runt Muthill är kuperad åt nordväst, men åt sydost är den platt. Runt Muthill är det glesbefolkat, med 16 invånare per kvadratkilometer. Närmaste större samhälle är Crieff, 4,5 km norr om Muthill. Trakten runt Muthill består i huvudsak av gräsmarker.